# موتورولا أتريكس 2
موتورولا أتريكس 2 (بالإنجليزية: Motorola Atrix 2)‏ هو هاتف ذكي من موتورولا للهواتف النقالة يعمل بنظام أندرويد، تم طرحه في الأسواق في أكتوبر 16, 2011.

## الخصائص
- نظام التشغيل: أندرويد
- الكاميرا الأمامية: VGA
- الكاميرا الخلفية: 8 ميجابكسل
- المعالج: 1.2 جيجا هرتز ثنائي النواة
- الذاكرة: 1 جيجابايت
- التخزين: 8 جيجابايت